# Sam Vincent (doppiatore)
Samuel Vincent Khouth (North Vancouver, 5 ottobre 1971) è un doppiatore canadese.

## Doppiaggio
- Ed, Edd & Eddy - Edd
- Baby Looney Tunes - Baby Bugs, Baby Daffy, Baby Titti
- Krypto the Superdog - Krypto
- Sonic Underground - Sonic (canto)
- LEGO Ninjago - Lloyd Garmadon (Stagione 8 - 15)
- LEGO Ninjago: Dragons Rising - Lloyd Garmadon
- Pac-Man e le avventure mostruose (Pac-Man and the Ghostly Adventures) - Lord Betrayus